# Myxödem

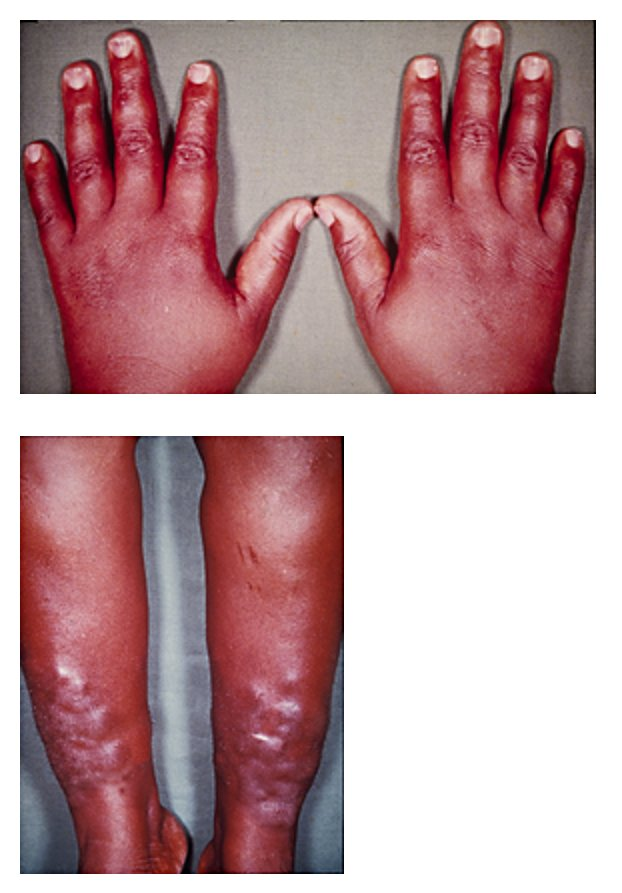
Myxödem an Händen und Unterschenkeln

Das Myxödem ist eine durch eine Störung im Schilddrüsenhormonhaushalt ausgelöste, lokalisierte, infiltrative Hauterkrankung. Die Haut (plus Unterhaut und Fettgewebe) ist hierbei aufgrund einer Bindegewebsproliferation typischerweise teigig geschwollen, kühl, trocken und rau, vor allem an den Extremitäten und im Gesicht. Im Gegensatz zu anderen ödematösen Veränderungen der Haut bleiben beim Myxödem nach Druck keine Dellen zurück, wie bei Ödemen durch reine vermehrte Wassereinlagerung ins Gewebe. Die Patienten sehen insgesamt aufgeschwemmt aus.
Das klinische Bild des Myxödems kann sich sowohl im Verlauf einer Schilddrüsenunterfunktion (Hypothyreose) als auch im Rahmen eines Morbus Basedow (eine immunogene Hyperthyreose) ausbilden.
Die schwerste Verlaufsform der Hypothyreose trägt den Namen Myxödemkoma, wobei das (unbehandelte) Myxödem nicht die Ursache darstellt, sondern lediglich ein Symptom sowie der Namensgeber ist.
Selten kann im Rahmen eines Myxödems auch ein Pleuraerguss auftreten.

## Hypothyreose
Bei dem klassischen Myxödem infolge einer Unterfunktion der Schilddrüse (Hypothyreose) handelt sich um eine generalisierte Ablagerung von Glykosaminoglykanen (auch Mukopolysaccharide genannt) wie Hyaluronsäure und Chondroitinsulfat in der Haut. Als Ursache wird ein verringerter Abbau von diesen vermutet. Unter anderem wird eine verminderte Expression der Hyaluronidase in Folge eines Mangels des Schilddrüsenhormons Triiodthyronin (T3) als ausschlaggebend dafür angenommen. Auch eine vollständige Entfernung der Schilddrüse (etwa im Rahmen einer „Kropfoperation“) kann zum Myxödem führen.
Beim Gesunden sind hohe Konzentrationen von Glykosaminoglykanen besonders im Knorpel festzustellen. Diese Moleküle sind polarisiert und binden dadurch Wassermoleküle, was dem Knorpel seine Elastizität und Druckbelastbarkeit verleiht.

## Morbus Basedow
Ein lokalisiertes prätibiales Myxödem (Schwellungen und rötlicher Hautausschlag oder schmerzlose, mit Cortisonsalbe behandelbare, Knötchen auf der Vorderseite der Beine und der Füße) kann vor allem bei einer immunogenen Hyperthyreose, das heißt bei einem Morbus Basedow auftreten. Hier werden die subkutanen Fibroblasten durch die TRAKs stimuliert, welche dieses Krankheitsbild verursachen. Die Inzidenz liegt hierbei bei 10 %.
Der gleiche Mechanismus löst den Basedow-typischen Exophthalmus aus.

## Begriffsursprung und Geschichte
Der Ausdruck „Myxödem“ (amerikanisch „myxedema“, britisch „myxoedema“; von griechisch myxa „Schleim“, und oedema „Schwellung“, in Bezug auf die bei dieser Krankheit auftretende verdickte Haut mit eigenartiger schleimartiger Konsistenz) geht auf den schottischen Arzt William Miller Ord (1834–1902) zurück, der 1877 als erster bei Autopsien von Patienten eine Fibrose des Schilddrüsengewebes feststellte und diese mit den typischen Symptomen der nach ihm benannten Ord-Thyreoiditis (heute besser unter dem Begriff Hashimoto-Thyreoiditis bekannt) beziehungsweise der dadurch bedingten Schilddrüsenunterfunktion in Verbindung brachte.
Im Jahr 1873 beschrieb zuerst William W. Gull das Myxödem als „kretinoiden Zustand des Erwachsenen“.
Der englische Arzt George R. Murray behandelte 1891 erfolgreich ein Myxödem mit Schilddrüsenextrakt.